# Церковь Спаса Нерукотворного (Большой Лог)
Церковь Спаса Нерукотворного (Церковь Нерукотворенного Образа Господа Иисуса Христа, Спасский храм) — православный храм в хуторе Большой Лог Ростовской области; Ростовская и Новочеркасская епархия, Аксайское благочиние.
Адрес: 346710, Ростовская область, Аксайский район, хутор Большой Лог, улица Юбилейная, 9.

## История
До революции в хуторе существовала небольшая часовня, где во время одного из крёстных ходов с чудотворной Аксайской иконой Божией Матери из Новочеркасска в Аксай было совершено вечернее богослужение. 
Свято-Спасский приход в Большом Логу был основан по ходатайству хуторян в октябре 1998 года. Православная община в хуторе была зарегистрирована 18 мая 2000 года. В этом же году под молитвенный дом ей было предоставлено здание сельской библиотеки, а под трапезную — здание бывшей администрации. Оба строения были без воды, канализации и отопления. В тот же год в зданиях был произведен ремонт, переоборудованы помещения, устроен алтарь и установлен иконостас. Первую Божественную литургию в Спасском молитвенном доме отслужили в 19 декабря 2000 года.
В 2006 году был выполнен косметический ремонт храма; в 2007 году — ремонт фасада; в 2008 году начата реконструкция крыши храма. В 2009 году был на здании был установлен купол. В 2010 году трапезная была переоборудована в воскресную школу.
В настоящее время прихожанами храма являются жители не только Большого Лога, но и ближайших хуторов и сёл. Приход окормляет детский интернат хутора Большой Лог и больницу в посёлке Реконструктор.
Настоятель Спасского храма — иерей Сергей Александрович Быкадоров.
Храм открыт ежедневно с 09-00 до 17-00, в свещнице находится дежурный персонал храма. Проезд к храму из Ростова-на-Дону осуществляется автобусами маршрутов № 151 и № 153, а также электричкой.